# پیتر کاسیگ
پیتر ادوارد کاسیگ (به انگلیسی: Peter Edward Kassig) (زاده ۱۹ فوریه ۱۹۸۸ - درگذشت ۱۶ نوامبر ۲۰۱۴) ملقب به عبدالرحمان کاسیگ یک امدادگر آمریکایی بود که توسط دولت اسلامی عراق و شام سر بریده شد. او در شهر ایندیاناپلیس در ایالت ایندیانا در کشور آمریکا به دنیا آمد. وی فرزند خوانده اد، معلم مدرسه، و پائولا کاسیگ، پرستار بود.

## زندگی‌نامه
کاسیگ در سال ۲۰۰۶ در دبیرستان مرکزی شمالی در ایندیاناپولیس فارغ‌التحصیل شد. پس از آن او از ژوئن ۲۰۰۶ تا سپتامبر ۲۰۰۷ به عنوان تکاور در ارتش آمریکا خدمت کرد. پس از پایان خدمت در ارتش، وی در دانشگاه باتلر در رشته علوم سیاسی (از بهار ۲۰۱۱ تا سال ۲۰۱۲) مشغول به تحصیل شد.
کاسیگ بعداً در سوریه و لبنان به عنوان کارگر بشردوستانه مشغول به کار شد. او در پاییز ۲۰۱۲ یک سازمان مردم‌نهاد به نام (SERA) را تأسیس کرد تا از این طریق بتواند به پناهندگان در سوریه و لبنان کمک‌های پزشکی، لباس و غذا ارسال کند. همچنین کاسیگ یک دستیار پزشکی آموزش‌دیده نیز بود.
در ۱ اکتبر ۲۰۱۳، هنگامی که کاسیگ برای تحویل غذا و تجهیزات پزشکی به پناهندگان، در حال عزیمت به دیرالزور در شرق سوریه بود، به اسارت داعش درآمد. او با نیکلاس هنین، روزنامه‌نگار فرانسوی و جان کانتلی روزنامه‌نگار انگلیسی در سلول نگهداری می‌شد و مرتباً مورد ضرب و شتم قرار می‌گرفت. کاسیگ در حالی که در اسارت بود، پیرو متدیسم بود اما به اسلام گروید و بین اکتبر تا دسامبر ۲۰۱۳، نام خود را به عبدالرحمان کاسیگ تغییر داد. در ۳ اکتبر ۲۰۱۴ والدین وی ویدیویی منتشر کردند که در آن تأکید داشتند که مسلمان شدن کاسیگ از روی اجبار نبوده و پیش از آن که به گروگان گرفته شود به فکر مسلمان شدن افتاده بود.
در ۳ اکتبر ۲۰۱۴ در ویدیوی سربریدن الن هنینگ، از کاسیگ به عنوان قربانی بعدی داعش نام برده شد. در روز ۳ اکتبر ۲۰۱۴، خانواده کاسیگ یک پیام ویدیویی به داعش فرستادند و خواستار عفو پسرشان شدند. مادر کاسیگ بعداً درخواستی را به رهبر داعش در توییتر نوشت و از او درخواست کرد که با او ارتباط برقرار کند، و والدین کاسیگ حساب‌های فیسبوک و توئیتر را حفظ کردند.
داعش در ۱۶ نوامبر ۲۰۱۴ ویدیویی را منتشر کرد که نشان می‌داد جان جهادی بالای سر یک انسان بریده ایستاده‌است. سر بریدن آن فرد در ویدئو دیده نشد. کاخ سفید بعداً تأیید کرد که فرد کشته‌شده کاسیگ بوده‌است. دیلی‌تلگراف و کارشناس امنیتی ویل گدز گمانه‌زنی کردند که کاسیگ ممکن است با بازداشت کنندگان خود مبارزه کند و از ارائه یک بیانیه ویدیویی خودداری کند. آدام گادن در مصاحبه با مجله القاعده، سربریدن پیتر کاسیگ را محکوم کرد.
در ۲ دسامبر ۲۰۱۸، ائتلاف ضد داعش تحت رهبری ایالات‌متحده آمریکا، ابو العمرین رهبر داعش در سر بریدن کاسیگ را در یک حمله پهپادی در صحرای سوریه کشت.